# آنگوین، کالیفرنیا
آنگوین (به انگلیسی: Angwin) یک منطقهٔ مسکونی در ایالات متحده آمریکا است که در شهرستان ناپا، کالیفرنیا واقع شده‌است. آنگوین ۱۲٫۶۲ کیلومتر مربع مساحت و ۳٬۸۳۶ نفر جمعیت دارد و ۵۳۳ متر بالاتر از سطح دریا واقع شده‌است.